# Raliul Dakar 2025
Raliul Dakar 2025 este cea de-a 47-a ediție a Raliului Dakar din Arabia Saudită și va începe pe 3 ianuarie de la Bisha și se va încheia pe 17 a aceleiași luni la Shubaytah.
Printre participanți se numără Dacia cu modelul Sandrider și Ford cu Raptor T1+.

## Etape
| Etapă   | Dată          | Start             | Start        | Sosire       | Total / Special  |
| ------- | ------------- | ----------------- | ------------ | ------------ | ---------------- |
| Prolong | Vineri        | 3 ianuarie 2025   | Bisha        | Bisha        | 79 km / 29 km    |
| 1       | Sâmbătă       | 4 ianuarie 2025   | Bisha        | Bisha        | 500 km / 412 km  |
| 2       | Duminică-Luni | 5-6 ianuarie 2025 | Bisha        | Bisha        | 1057 km / 965 km |
| 3       | Marți         | 7 ianuarie 2025   | Bisha        | Al Hinakiyah | 845 km / 496 km  |
| 4       | Miercuri      | 8 ianuarie 2025   | Al Hinakiyah | Al-Ula       | 588 km / 415 km  |
| 5       | Joi           | 9 ianuarie 2025   | Al-Ula       | Ha'il        | 491 km / 428 km  |
| -       | Vineri        | 10 ianuarie 2025  | Ha'il        | Ha'il        | Zi de odihna     |
| 6       | Sâmbătă       | 11 ianuarie 2025  | Ha'il        | Dawadmi      | 829 km / 606 km  |
| 7       | Duminică      | 12 ianuarie 2025  | Dawadmi      | Dawadmi      | 745 km / 481 km  |
| 8       | Luni          | 13 ianuarie 2025  | Dawadmi      | Riad         | 733 km / 487 km  |
| 9       | Marți         | 14 ianuarie 2025  | Riad         | Haradh       | 589 km / 387 km  |
| 10      | Miercuri      | 15 ianuarie 2025  | Haradh       | Shaybah      | 638 km / 519 km  |
| 11      | Joi           | 16 ianuarie 2025  | Shaybah      | Shaybah      | 506 km / 280 km  |
| 12      | Vineri        | 17 ianuarie 2025  | Shaybah      | Shaybah      | 205 km / 134 km  |

## Rezultate

### Câștigătorii de etape
| Etapă    | Bikes | Mașini | Light Proto (T3) | SSV (T4) | Camioane | Clasice |
| -------- | ----- | ------ | ---------------- | -------- | -------- | ------- |
| Prolog   |       |        |                  |          |          |         |
| Etapa 1  |       |        |                  |          |          |         |
| Etapa 2  |       |        |                  |          |          |         |
| Etapa 3  |       |        |                  |          |          |         |
| Etapa 4  |       |        |                  |          |          |         |
| Etapa 5  |       |        |                  |          |          |         |
| Etapa 6  |       |        |                  |          |          |         |
| Etapa 7  |       |        |                  |          |          |         |
| Etapa 8  |       |        |                  |          |          |         |
| Etapa 9  |       |        |                  |          |          |         |
| Etapa 10 |       |        |                  |          |          |         |
| Etapa 11 |       |        |                  |          |          |         |
| Etapa 12 |       |        |                  |          |          |         |

### Rezultate etape

#### Motociclete
|       | Rezultatul etapei | Rezultatul etapei | Rezultatul etapei | Rezultatul etapei | Rezultatul etapei | Clasament general | Clasament general | Clasament general | Clasament general | Clasament general |
| Etapă | Loc               | Concurent         | Marcă             | Timp              | Diferență         | Loc               | Concurent         |                   |                   |                   |
| ----- | ----------------- | ----------------- | ----------------- | ----------------- | ----------------- | ----------------- | ----------------- | ----------------- | ----------------- | ----------------- |